# Dzieje Jana w Rzymie
Dzieje Jana w Rzymie – grecki apokryf Nowego Testamentu dotyczący postaci Jana Apostoła. 

## Charakterystyka
Utwór, niezależny od Dziejów Jana, powstał między IV a VI wiekiem. Być może pochodzi z kręgów monastycznych. Autor znał poglądy polityczne Euzebiusza z Cezarei i prawdopodobnie dzieła Józefa Flawiusza.
Epizod z Janem wypijającym truciznę stanowił istotny motyw w ikonografii.

## Treść
Dzieło składa się z dwóch części. Pierwsza dotyczy prześladowania chrześcijan i opowiada o Domicjanie, który zamierzał wypędzić Żydów z Rzymu. W odpowiedzi ci wysłali cesarzowi list, w którym zwrócili uwagę na heretycką grupę chrześcijan. Domicjan zatem postanowił zabić wszystkich chrześcijan. Druga część utworu nie jest logicznie powiązana z pierwszą. Opowiada o Janie, który na rozkaz Domicjana został aresztowany i przewieziony do Rzymu. Po drodze podjął siedmiodniowy post, który wprowadził asekurujących go żołnierzy w zdumienie. Przed cesarzem Jan opowiedział o Chrystusie, będącym królem wszystkich. Aby dowieść słuszności opowieści, apostoł bez żadnego uszczerbku wypił truciznę. Truciznę następnie podano skazańcowi, który umarł, po czym został wskrzeszony przez Jana. To samo apostoł uczynił ze zmarłą niewolnicą cesarza. Domicjan zdecydował się nie zabijać Jana, a zesłać na wyspę.